# Franz Ferdinand Mayer von Fahnenberg

Franz Ferdinand Mayer von Fahnenberg

Franz Ferdinand Mayer von Fahnenberg (* 6. Oktober 1679 in Freiburg; † 2. Oktober 1741 in Freiburg) war Doktor beider Rechte und Stadtschreiber zu Freiburg im Breisgau. Er rettete 1713 bei der Belagerung durch eine französische Armee unter Marschall Villars die bereits sturmreif geschossene Stadt vor weiterer Zerstörung.

## Leben
Franz Ferdinand Mayer wird am 6. Oktober 1679 als Sohn Adam Melchior Mayers, Syndikus und Präzeptor des Breisgauischen Ritterstandes und Besitzer des Dorfes Föhrenthal (heute Teil von Glottertal) und Martha Elisabeth von Fantz geboren. Franz Ferdinand studierte Rechtswissenschaften in Freiburg und promovierte zum Doktor beider Rechte (Doctor iuris utriusque), d. h. des weltlichen (Zivil-)Rechts und des kanonischen Kirchenrechts. Als Stadtschreiber war Mayer für die Justizverwaltung Freiburgs zuständig.

## Belagerung Freiburgs 1713
Als sich der Festungskommandant Ferdinand Amadeus von Harrsch nach mehrwöchiger französischer Belagerung mit einem Großteil der übrigen Truppen in die Schlossbergfestung zurückzog und die Einwohnerschaft somit ohne Schutz den unmittelbar einsetzenden Plünderungen der in der Stadt verbliebenen Soldaten und entflohenen Kriegsgefangenen ausgesetzt war, eilte Franz Ferdinand Mayer in Begleitung des Bildhauers Norbert Wüst ins Rathaus, um die vorbereiteten weißen Fahnen zu holen, begab sich „auf eine der Bastionen im Westen der Stadt ... und pflanzte die Fahnen dort auf.“ In der Folge konnten Stadtvertreter im Rahmen von Verhandlungen mit dem französischen Befehlshaber Claude-Louis-Hector de Villars eine gewaltfreie Stadtübergabe sowie Sicherheit vor fortgesetzter Plünderung vereinbaren.

## Ehrungen und weiteres Leben

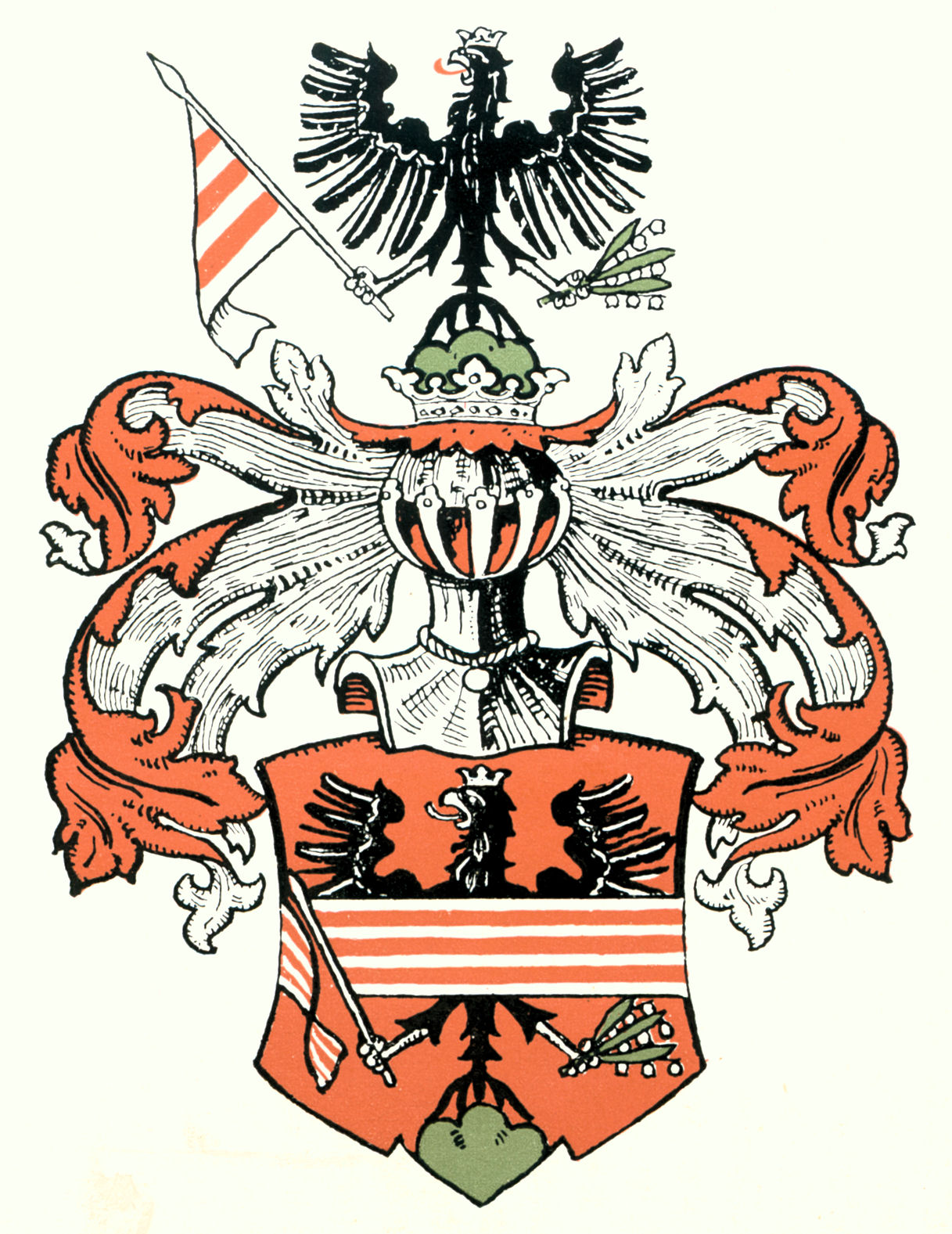
Wappen der Freiherrlich Mayer von Fahnenbergschen Familie nach dem Adelsdiplom vom 27. Februar 1715

Wegen dieser mutigen Tat erhob Kaiser Karl VI. Dr. Franz Ferdinand Mayer auf Fürsprache Harrschs im Jahre 1715 in den rittermäßigen Adelsstand. Im Empfehlungsschreiben Harrschs an den Kaiser vom 31. August 1714 heißt es über Mayer: daß selbiger öffters nicht ohne Leib- und Lebenß-Gefahr sich zue mir begeben, und auff mein Erforderen geziemendt erschienen, demnechst pro bono Publico et Patriae daß Pardon-Zaichen auf die Bresche gesteckht, vermittelß er Stattschreyber nicht geringe Prob seiner possedierendten guethen Experienz und Tauglichkeith dem Publico zue dienen, auch seiner intrepidität, vornemblich aber seiner Österreich. Treü und allerunderthänigisten Devotion ahn Tag gelegt, einfolglichen von männiglichen solchen Ruehm erworben, daß in belohnliche consideration gezogen zue werdhen, wohl meritiere. Im kaiserlichen Adelspatent vom 27. Februar 1715 wird Dr. Mayer unter Verleihung des Ehrennamens von Fahnenberg zum recht Edel gebohrnen, Wappen-, Lehens-Turnir-Genossen und rittermäßigen achtschildigen Edelmann erhoben.
Die Stadt Freiburg ernannte Mayer und seine Nachkommen zu erblichen Ehrenbürgern.
Durch Heirat der Erbtochter Clara Katharina (1698–1780) des Freiburger Bürgermeisters Karl Heinrich Hornus von Bernkastel gelangte Franz Ferdinand Mayer von Fahnenberg in den Besitz von Stadt und Herrschaft Burkheim, womit Einkünfte aus den Erträgen der Rheinfähre und des Straßenzolls verbunden waren. Die Urkunde vom 15. Juli 1740 lautet: Kaiser Karl VI verleiht dem Dr. Franz Ferdinand Mayer von Fahnenberg als Ehevogt und Lehensträger der Klara Katharina, Tochter des verstorbenen Karl Heinrich Hornus von Bernkastel, Schloss, Stadt und Herrschaft Burkheim als Mannlehen. Franz Ferdinand Mayer von Fahnenberg starb am 2. Oktober 1741 an einem Schlaganfall. Sein Enkel war der österreichische Reichstagsgesandte Egid Joseph Karl von Fahnenberg (1749–1827), sein Urenkel der badische Oberpostdirektor Karl Heinrich Freiherr von Fahnenberg (1779–1840).

## Varia

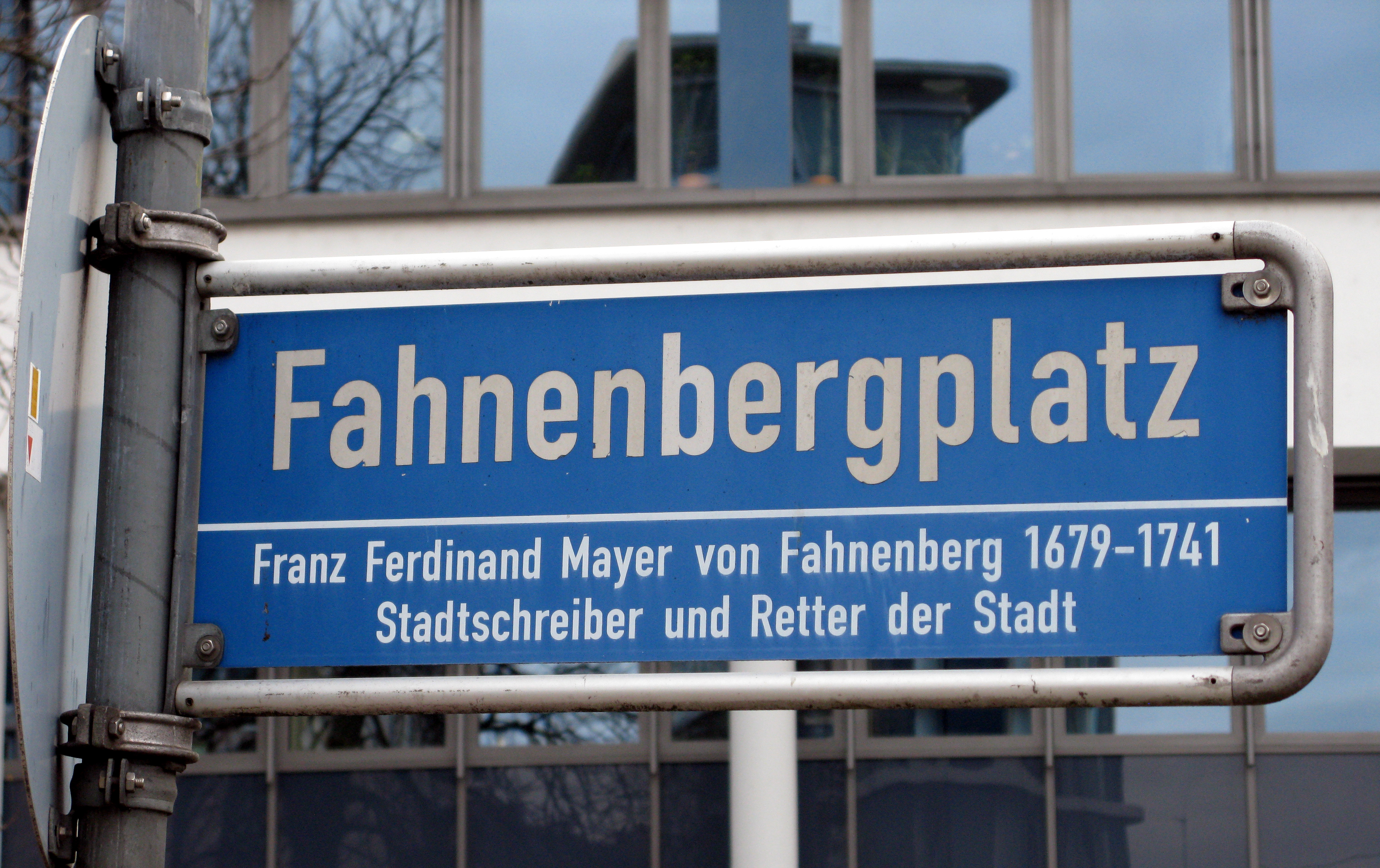
Straßenschild in Freiburg im Breisgau

In historischen Berichten trägt Franz Ferdinand Mayer von Fahnenberg häufig den Beinamen der Retter von Freiburg. In der Nähe des ehemaligen Predigertors, dort wo Dr. Mayer einst mit seiner weißen Fahne in die Bresche der Befestigung gesprungen war, benannte die Stadt Freiburg einen Platz nach dem Adelstitel ihres Retters Fahnenbergplatz.